# Hongaarse minderheid in Kroatië
De Hongaarse minderheid in Kroatië bestaat volgens de volkstelling van 2011 uit 14.048 personen (0,33% van de Kroatische bevolking). Tijdens de volkstelling van 2021 gaven 10.315 personen aan te behoren tot de Hongaarse minderheid.

## Huidige situatie

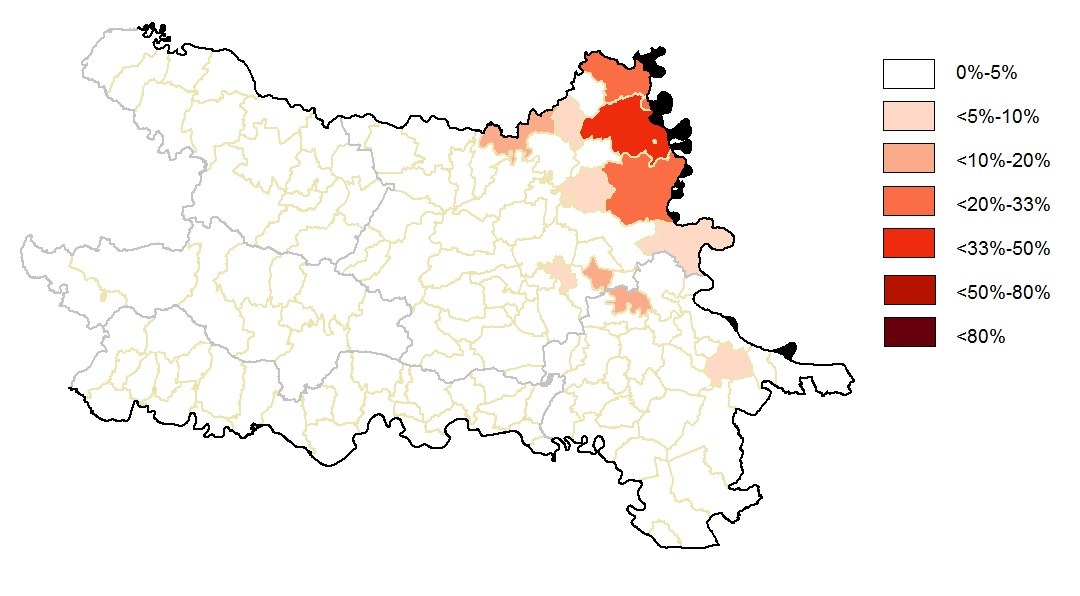
Hongaren in Oost-Kroatië (2011 census)

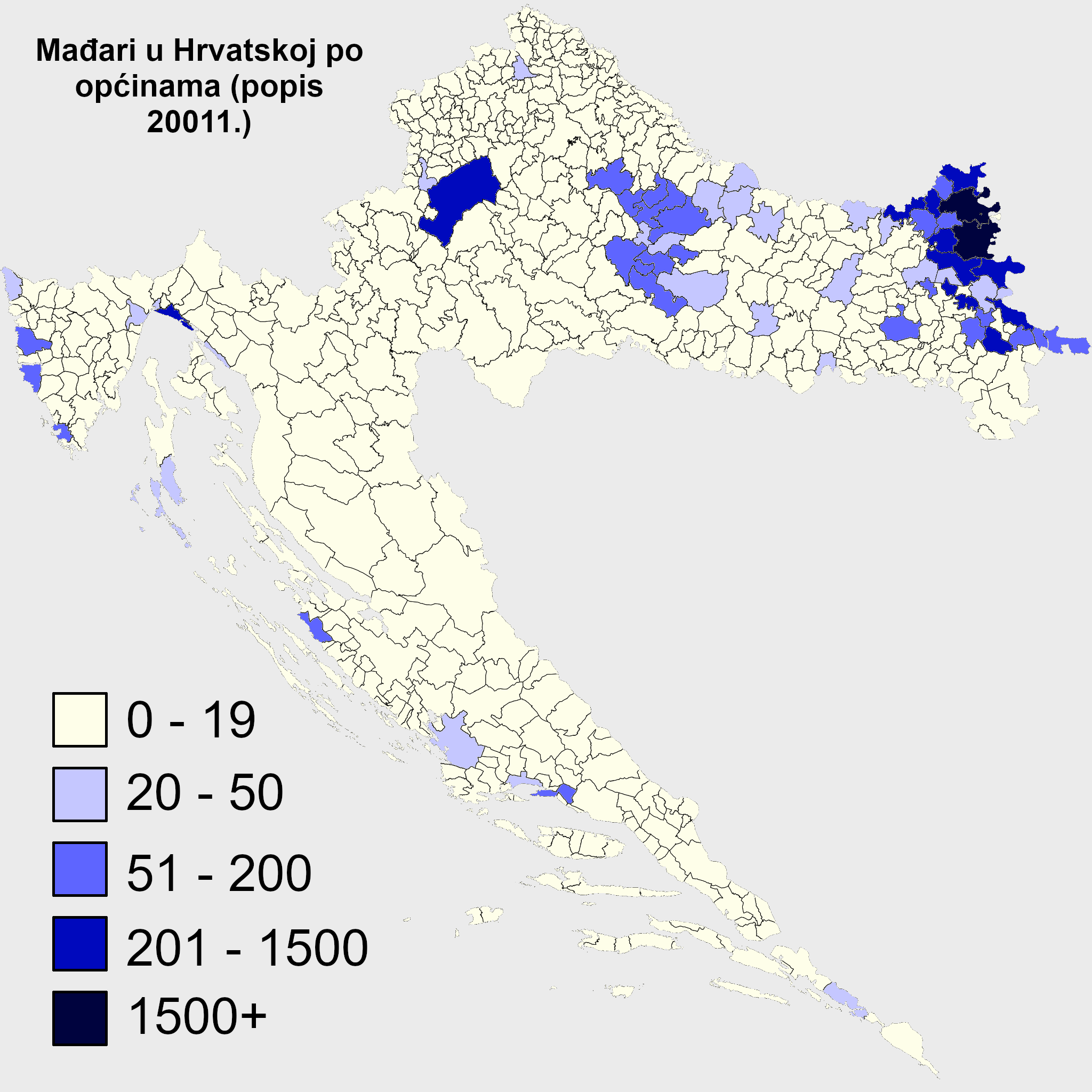
Hongaren in Kroatie (2011 census)

In de provincie Osijek-Baranja woont ruim de helft van de autochtone Hongaarse minderheid (8.249 Hongaren) die daar 2,7 procent van de bevolking vormen. De meeste Hongaren wonen in de streek Baranja die tot 1918 tot Hongarije behoorde. In de provinciehoofdstad Osijek (Hongaars: Eszék) wonen 979 Hongaren op een totaal van 108.048 inwoners. In de Kroatische hoofdstad Zagreb wonen 825 Hongaren.

### Volkstelling 2011
De gemeenten met de grootste Hongaarse minderheid in 2011 zijn:
- Kneževi Vinogradi 1.784 Hongaren (38,7% van de bevolking)
- Bilje 1.671 Hongaren (29,65 van de bevolking)
- Draž 680 Hongaren (24,6% van de bevolking)
- Ernestinovo 422 Hongaren (19,3% van de bevolking)
- Tordinci 371 Hongaren (18,3% van de bevolking)
- Petlovac 330 Hongaren (13,7% van de bevolking)
- Vladislavci 172 Hongaren (9,1% van de bevolking)
- Beli Manastir 801 Hongaren (8% van de bevolking)
- Darda 482 Hongaren (7% van de bevolking)

### Volkstelling 2021
De Hongaren vormden tijdens de volkstelling van 2021 een minderheid van 10.315 personen.
In de volgende gemeenten wonen meer dan 100 etnische Hongaren
- Kneževi Vinogradi 1.299 Hongaren (38,70%)
- Bilje 1.238 Hongaren (25,94%)
- Osijek 759 Hongaren (0,79%)
- Zagreb 646 Hongaren (0,08%)
- Beli Manastir 637 Hongaren (7,99%)
- Draž 432 Hongaren (22,17%)
- Darda 381 Hongaren (7,02%)
- Tordinci 309 Hongaren (18,65%)
- Ernestinovo 304 Hongaren (15,61%)
- Erdut 268 Hongaren (4,93%)
- Petlovac 244 Hongaren (13,02%)
- Vukovar 220 Hongaren (0,95%)
- Rijeka 130	Hongaren (0,12%)
- Grubišno Polje 126 Hongaren (2,35%)
- Vladislavci 108 Hongaren (6,96%)
- Daruvar 108 Hongaren (1,07%)

## Geschiedenis
Oorspronkelijk woonden er in de landstreek Slavonië Hongaren, met de bezetting door het Ottomaanse Rijk vluchtten de Hongaren en werd een deel van hen uitgemoord. Nadat het gebied door de Habsburgers werd heroverd was het gebied bevolkt door Kroaten en Serviërs en een kleine groep Hongaren in Syrmië. In 1867 werd Kroatië deel van het Hongaarse Koninkrijk binnen Oostenrijk-Hongarije. In 1910 woonden er volgens de volkstelling ruim 70.000 Hongaren in Kroatië. Velen werkten voor de Hongaarse spoorwegen. Toen Kroatië middels het verdrag van Trianon in 1920 van Hongarije werd afgesplitst verlieten vele Hongaren het gebied. In 1921 liet de volkstelling nog 52.000 Hongaren zien in de statistieken. 

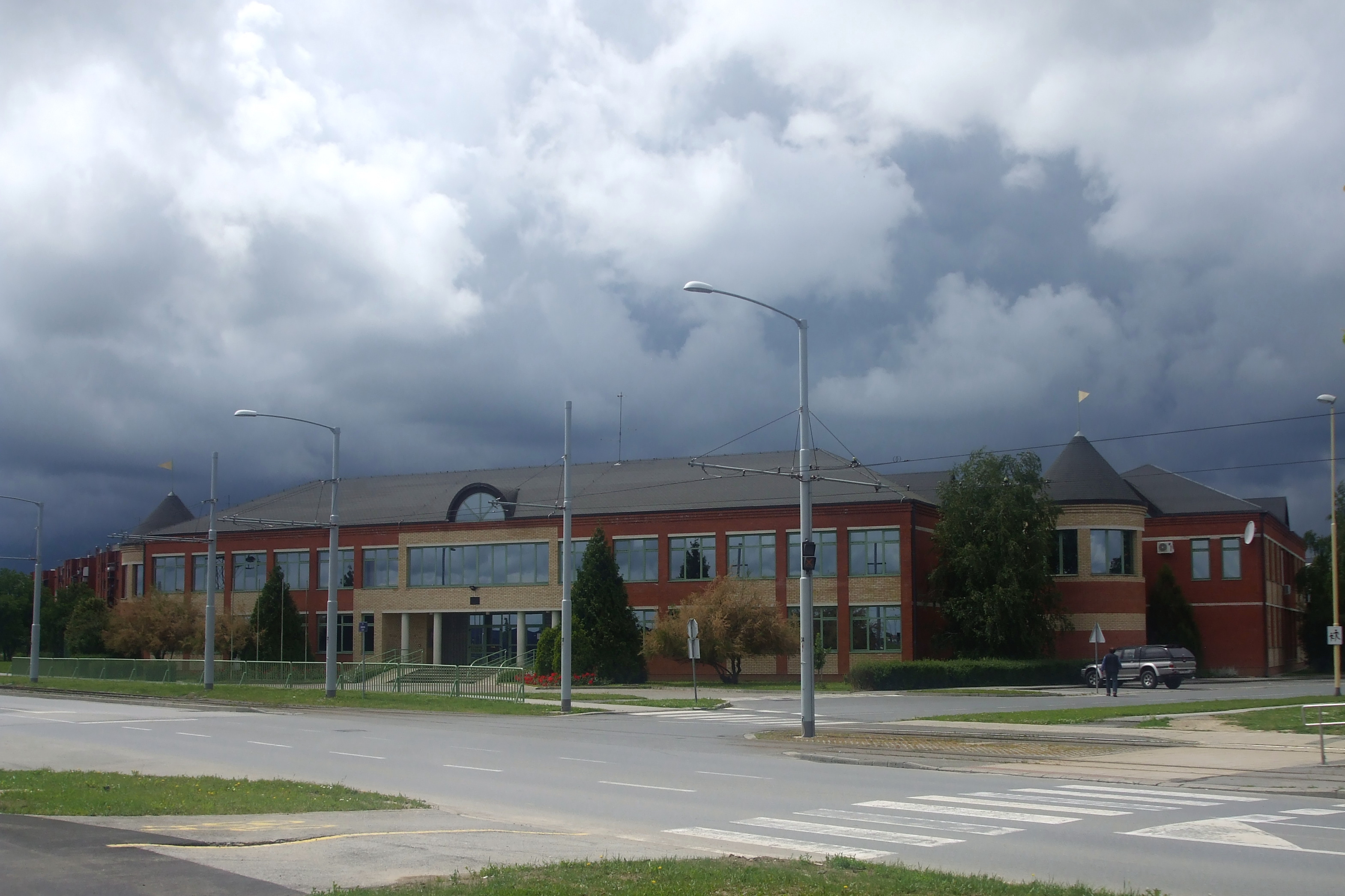
Hongaars cultureel- en onderwijscentrum Kroatië in Osijek (Eszék)